# David Trézéguet
David Trézéguet (Rouen, 15. listopada 1977.) je francuski umirovljeni nogometaš i bivši reprezentativac.

## Životopis
David Trézéguet je rođen 15. listopada 1977. godine u francuskom gradu Rouenu. David je sin nekadašnjeg argentinskog nogometaša Jorgea Trézégueta, koji je sin francuskih imigranata u Argentinu. Rođen je u Francuskoj u vrijeme dok je njegov otac igrao nogomet u toj državi, a s dvije godine je preselio u Argentinu, gdje je i odrastao, a svoju prvu profesionalnu utakmicu je odigrao u Argentini.
U Francusku se vratio kao sedamnaestogodišnjak, kada je 1995. potpisao ugovor s AS Monacom. 1998. je osvojio naslov prvaka svijeta s reprezentacijom Francuske, a u finalu Europskog prvenstva u Belgiji i Nizozemskoj dvije godine kasnije je postigao zlatni gol u produžecima za pobjedu protiv Italije i donio svojoj reprezentaciji i taj naslov. Igrao je, također, za francusku reprezentaciju i na Svjetskom prvenstvu 2002. i 2006. godine, te na Europskom prvenstvu 2004. godine.
Na klupskom planu, Trézéguet je karijeru započeo u argentinskom Platenseu 1994. godine, igrao je za Monaco od 1995. do 2000. godine, a od 2001. nosi dres Juventusa. 16. rujna 2006. godine, prije utakmice protiv Vicenze, Trézéguet je dobio posebno klupsko priznanje za 125 postignutih golova u 207 do tada odigranih utakmica, a nakon utakmice pored njegovog imena je stajao broj od 128 postignutih golova, čime je postao najboljim strijelcem od svih stranaca koji su ikada odjenuli dres Stare Dame.
1997. godine, dok je još igrao za Monaco, Trézéguet je uputio najbrži udarac koji je završio u mreži u jednoj utakmici Lige prvaka. Izmjereno je da je nakon njegovog udarca u utakmici četvrtfinala Lige prvaka protiv Manchester Uniteda lopta prema mreži išla brzinom od 157,33 km/h. On je strijelac i 3000.-tog gola u povijesti Lige/Kupa prvaka, u prosincu 2004. godine protiv grčkog Olympiakosa.
Trézéguet je jedan od rijetkih igrača iz prve momčadi Juventusa koji je ostao u tom klubu nakon što je 2006. godine izbačen u drugu ligu, a unatoč interesu brojnih velikih europskih klubova, poput Barcelone i Arsenala u ljeto 2007. godine je potpisao novi ugovor s Juventusom.
U tom klubu je ostao i po povratku u Serie A, sve do ljeta 2010. godine, kada je nakon punih deset godina napustio taj klub i prešao u redove novog španjolskog prvoligaša Herculesa. U prosincu 2011. potpisao je ugovor s argentinskom River Platom.
Za francusku reprezentaciju je nastupao 71 puta i postigao 34 gola. Na SP 2006. je bio jedini igrač koji je promašio jedanaesterac u finalu protiv Italije (Italija je postala prvak svjeta, pobijedivši Francusku s 5-3 poslije jedanaesteraca).

## Privatni život
Privatno, David je u braku sa suprugom Beatrice, Španjolkom iz Alicantea, s kojom ima dva sina Aarona i Noraana. 